# أسل أناضولي
الأسَل الأناضولي (باللاتينية: Juncus anatolicus) هو نوع نباتي ينتمي إلى جنس الأسل من الفصيلة الأسلية.

## البيئة والانتشار
موطنه هضبة الأناضول في تركيا.

## الوصف النباتي
نبات عشبي معمر يشبه النجيليات. ينتشر بالجذامير وله سوق كثيرة من القاعدة. الساق أسطوانية رفيعة قائمة وخشنة. يصل ارتفاع النبات إلى متر ونصف. الأوراق رفيعة خيطية، ثنائية الشعب ينتهي كل فرع بواحدة إلى ثلاث ورقات. يميل النبات للون البني عند النضج. النورة الزهرية عشكولية يصل طولها إلى 20 سم. يزهر النبات في أواخر فصل الربيع.